# Mardiharjo
Mardiharjo is een bestuurslaag in het regentschap Musi Rawas van de provincie Zuid-Sumatra, Indonesië. Mardiharjo telt 1759 inwoners (volkstelling 2010).